# Julius Fastje
Julius Ulrich Fastje (* 29. April 1873 in Nienburg/Weser; † 14. September 1944 in Hannover) war ein deutscher Architekt.

## Leben
Julius Fastje studierte zunächst in seiner Heimatstadt an der Königlichen Baugewerkschule Nienburg und später (1893–1898) an der Technischen Hochschule Hannover bei Conrad Wilhelm Hase und Karl Mohrmann. 1895 wurde er Mitglied der Bauhütte zum weißen Blatt. Zum 80. Geburtstag von Conrad Wilhelm Hase wurden 1898 im heutigen Künstlerhaus Zeichnungen und Exponaten seiner Schüler und Anhänger gezeigt. Durch seine Beteiligung an der Ausstellung demonstrierte Fastje seine Verbundenheit mit seinem ehemaligen Lehrer und dessen Kunstauffassung. Dennoch errichtete Fastje später zumeist Gebäude im Jugendstil.
Als selbständiger Architekt in Hannover arbeitete Fastje bis mindestens 1906 in einem gemeinsamen Büro mit Rudolf Schaumann zusammen.
Nach dem Ersten Weltkrieg realisierte er offenbar keine weiteren Projekte mehr, sondern betätigte sich stattdessen in der Hauptsache mit dem An- und Verkauf von Immobilien.

## Bauten und Entwürfe (Auswahl)
Neben Bauten in anderen Städten errichtete Fastje insbesondere in Hannover etliche Wohngebäude, von denen viele jedoch „noch nicht ermittelt werden konnten, weil die Akten des städtischen Bauamtes im Zweiten Weltkrieg zerstört wurden und die Nachforschungen auf Zufallsfunden beruhen“.
- 1900: Wettbewerbsentwurf für einen Häuserblock am Kaiser-Wilhelm-Platz in Bremen (gemeinsam mit Rudolf Schaumann; prämiert mit dem 3. Preis)[2]
- ab 1901: Jugendstil-Anbau der Villa des Holzgroßhändlers Louis Deibel (1856–1933)[3] in Bad Sachsa (gemeinsam mit Rudolf Schaumann; später als Rathaus genutzt; unter Denkmalschutz und aufwändig restauriert)[4][5]
- um 1902: Wohnhaus Kaiser in Hannover, Am Schatzkampe 16 (gemeinsam mit Rudolf Schaumann)[6]
- 1902[7]: Wettbewerbsentwürfe für Fassaden in Danzig (gemeinsam mit Rudolf Schaumann)[8]
- 1905: Villa Ullmann in Stadtoldendorf (gemeinsam mit Rudolf Schaumann)[9]
- 1905–1908: Baugruppe mit drei Wohn- und Geschäftshäusern in Hannover:
  - Eckhaus Jakobistraße 1 / Lister Meile (früher Celler Straße 100; erhalten)[1]
  - Lister Meile 89 (früher Celler Straße 101; im Zweiten Weltkrieg zerstört)[1]
  - Lister Meile 87 (früher Celler Straße 102; erhalten)[1]
- 1906: Wettbewerbsentwurf für ein Rathaus in Neustadt in Westpreußen (gemeinsam mit Rudolf Schaumann; preisgekrönt)[10]
- 1906: Wettbewerbsentwürfe für zwei Brücken über die Fulda („Fuldabrücke“ und „Hafenbrücke“) in Kassel (gemeinsam mit Rudolf Schaumann)
Beide Entwürfe entstanden in Zusammenarbeit mit den Eisenbauwerkstätten W. Dieterich (Hannover) und der Bauunternehmung Liebold & Co. (Holzminden) für die ingenieurtechnische Konzeption. Der Entwurf für die „Hafenbrücke“ erhielt einen von zwei 2. Preisen, der Entwurf für die „Fuldabrücke“ einen von drei 1. Preisen.